# Eupithecia mandschurica
Eupithecia mandschurica är en fjärilsart som beskrevs av Otto Staudinger 1897. Eupithecia mandschurica ingår i släktet Eupithecia och familjen mätare. Inga underarter finns listade i Catalogue of Life.